# Giovanni Battista Rosani
Giovanni Battista Rosani SP (* 21. September 1787 in Acceglio; † 8. August 1862 in Rom) war ein italienischer Geistlicher, Kurienbischof und Präsident der Akademie für den kirchlichen Adel.

## Leben
Er trat 1803 der Ordensgemeinschaft der Piaristen bei und empfing am 25. August 1830 die Priesterweihe. Giovanni Battista Rosani lehrte in Ragusa, in Alatri und ab 1820 am Collegio Nazareno in Rom. Am 9. Mai 1836 wurde er Generaloberer seines Ordens. Am 14. Mai 1838 trat er als Hymnograph der Ritenkongregation in den Dienst der Kurie, dies blieb er bis zu seinem Tod. Zudem war er ab dem 18. Dezember 1839 Examinator der Bischöfe in Theologie und ab dem 22. November 1843 Konsultor der Indexkongregation sowie des Heiligen Offiziums. Im Dezember 1835 wurde er Mitglied der Römischen Akademie für Archäologie. Am 2. April 1835 wurde Giovanni Battista Rosani zum Sekretär der Accademia della Religione Cattolica berufen, was er bis 1859 blieb. Von 1843 bis 1847 war er als Nachfolger von Giacomo Sinibaldi Präsident der Akademie für den kirchlichen Adel.
Papst Gregor XVI. ernannte ihn am 22. Januar 1844 zum Titularbischof von Erythrae. Die Bischofsweihe spendete ihm am 28. Januar desselben Jahres der Kardinalvikar Costantino Patrizi Naro; Mitkonsekratoren waren Fabio Maria Asquini, Titularpatriarch von Konstantinopel, und Erzbischof Giovanni Giuseppe Canali, Vizegerent von Rom. Am 4. Juni 1846 hielt Giovanni Battista Rosani vor den zum Konklave versammelten Kardinälen die Beisetzungspredigt für Gregor XVI.

## Veröffentlichungen
- Cenni biografici del cav. Luigi Chiaveri (Rom 1838)
- Biografia del cav. Angelo Maria Ricci (Rom 1850)